# Dvorany nad Nitrou
Dvorany nad Nitrou (hongrois : Farkasudvar) est un village de Slovaquie situé dans la région de Nitra.

## Histoire
Première mention écrite du village en 1285.

## Démographie

### Évolution de la population
| Année:               | 1994. | 2004.    | 2014.   | 2024.   |
| -------------------- | ----- | -------- | ------- | ------- |
| Nombre de personnes: | 683   | 775      | 761     | 814     |
| Différence:          |       | +13,46 % | -1,80 % | +6,96 % |

| Année:               | 2023. | 2024.   |
| -------------------- | ----- | ------- |
| Nombre de personnes: | 810   | 814     |
| Différence:          |       | +0,49 % |